# 双江郷
双江郷（そうこうきょう）は中華人民共和国湖南省婁底市婁星区の郷。

## 行政区画
- 農新村
- 潭溪村
- 双江村
- 茶陽村
- 珠家村
- 洪山村
- 新荘村
- 新聯村
- 万家村
- 新家村
- 方石村
- 青橋村
- 義坪村
- 坪底村
- 横石村
- 小田村
- 企石村
- 佳崙村
- 天壺村

## 地理
双江郷は婁星区北部に位置し、東北は青山橋鎮と、西及び東南は壺天鎮と、西は七星街鎮と、北は竜田鎮と、西南は橋頭河鎮と、南は杉山鎮とそれぞれ接している。
- 山：洪家大山（標高876メートル）
- 湖：双江水庫

## 教育
- 双江郷中心小学
- 双江郷中学

## 交通

### 道路
- 長沙—韶山—婁底高速公路（中国語版）[2]

## 観光
- 湘郷県政府旧址[3]
- 麻石古道[3]
- 聖仙洞[3]
- 観音寺[3]
- 芙蓉寺[3]